# سندرم شون
سندرم شون (انگلیسی: Shone's syndrome) یک نقص مادرزادی قلب نادر است که توسط متخصص آمریکایی قلب «جان دی. شون» در سال ۱۹۶۳ توصیف شد. سندرم شون در شکل کامل خود، چهار نقص در سمت چپ قلب دارد:
- غشای فوق دریچه‌ای میترال (SVMM)
- دریچه میترال چتری (شبیه به چتر نجات)
- تنگی تحت‌آئورت (غشایی یا عضلانی)
- کوآرکتاسیون آئورت

از بین این چهار نقص، غشای فوق دریچه‌ای میترال نخستین موردی است که رخ می‌دهد و باعث ایجاد سه نقص دیگر می‌شود. کمپلکس‌های جزئی، یا انواع غیرعادی بیماری (Forme fruste)، نیز توصیف شده‌اند. این تعریف اغلب بسط می‌یابد تا شامل ضایعات دیگر سمت چپ قلب شود که در آغاز جزء سندرم شون محسوب نمی‌شد، از جمله ضایعات دریچه‌ای میترال و آئورت و همچنین تنگی فوق دریچه‌ای آئورت.
اصطلاح دریچهٔ میترال چتری از ریخت‌شناسی ظاهری دریچه ناشی می‌شود؛ یعنی برگچه‌های دریچه میترال شبیه به قسمت بالایی چتر نجات، رشته‌های قلبی آن مشابه طناب چتر نجات و ماهیچه پستانچه‌ای (پاپیلاری) شبیه به مهار آن است.

## علائم و نشانه‌ها
سندرم شون یک اختلال نادر است که اغلب در کودکان بسیار خردسال تشخیص داده می‌شود. کودکان در سن دو سالگی علائمی مانند خستگی، سرفه‌های شبانه و کاهش برون‌ده قلبی دارند. این خردسالان همچنین به دلیل تراوش مایع به داخل ریه‌ها دچار خس‌خس سینه می‌شوند.

## تشخیص
تصویربرداری تشدید مغناطیسی قلبی برای ارزیابی بیماران مبتلا به سندرم شون روشی مناسب است. پیش از کاتتریزاسیون قلبی باید آزمایش خون معمولی انجام شود. جراحان دریچه میترال را ترمیم کرده و تا حدی حلقه فوق میترال را برمی‌دارند. این روش جراحی به روش تعویض دریچه ترجیح داده می‌شود.
طبقه‌بندی ضایعات قلبی در نوزادان بسیار دشوار است و تشخیص دقیق آن ضروری است. تشخیص سندرم شون نیاز به سونوگرافی قلب (اکوکاردیوگرافی) و روش کاتتریزاسیون قلبی دارد، یعنی وارد کردن دستگاهی از طریق عروق خونی در کشاله ران به قلب که به شناسایی آناتومی قلب کمک می‌کند.

## درمان
هنگامی که نشانگان شون به موقع درمان شود، یعنی پیش از شروع پرفشاری ریوی، دستیابی به یک پیش‌آگهی و نتیجه خوب در بیماران مبتلا به این بیماری امکان‌پذیر است. با این حال، بسته به سابقه پزشکی بیمار، می‌شود از روش‌های جراحی دیگری نیز استفاده کرد. تنها مهم‌ترین عامل تعیین‌کننده نتیجه ضعیف در طول مدیریت جراحی بیماران مبتلا به نشانگان شون، میزان درگیری دریچه میترال و وجود افزایش فشار خون ثانویه ریوی است.